# Boadella (localidad)
Boadella es una localidad española del municipio de Boadella i les Escaules, perteneciente a la provincia de Gerona, en la comunidad autónoma de Cataluña.

## Historia
A mediados del siglo XIX, el lugar tenía contabilizada una de 296 habitantes. Aparece descrito en el cuarto volumen del Diccionario geográfico-estadístico-histórico de España y sus posesiones de Ultramar de Pascual Madoz de la siguiente manera:

BOADELLA. l. con ayunt. de la prov. y dióc. de Gerona (7 leg.), part. jud. de Figueras (2), aud. terr. y c. g. de Barcelona (15): sit. en un hondo, rodeado de montañas á la márg.  der. del r. Muga: tiene 70 casas, parte de ellas circuidas de una ant. y arruinada muralla y parte distribuidas en dos calles, fuera de muros, llamadas nueva y judea; hay un cast. propiedad de la casa de Dou, de Barcelona, y una igl. parr. de entrada (Sta. Cecilia), servida por un párroco cuya plaza es de provision real y ordinaria; confina el térm. N. Darnius; E. Viure; S. Escaulas, y O. Terradas; el terreno es quebrado y desigual en su calidad, le fertiliza en parte el r. Muga, cuyas aguas riegan una multitud de huertos que poseen los vec. cruzan diferentes caminos todos de herradura y en muy mal estado. prod.: pocos cereales, verduras y mucho vino y aceite de escelente clase, cria algo de ganado lanar y vacuno para la agricultura; hay algunas minas ant. de plomo y cobre, que habiéndose tratado de esplotarlas pocos años ha, se volvieron á abandonar por sus desventajosos resultados: ind. dos molinos harineros impulsados por el Muga, y la fabricacion de cal y ladrillos. comercio: esportacion de cal, ladrillos y frutos sobrantes é importacion de los artículos de que carece el l. pobl.: 54 vec., 296 alm. cap. prod. 1.438,000 rs. imp. 35,950.
(Madoz, 1846, p. 362)

En 2004, el municipio al que pertenecía la localidad, llamado por entonces Boadella d'Empordà, cambió su nombre por el de Boadella i les Escaules. En 2023 la entidad singular de población de Boadella tenía empadronados 168 habitantes. Es sede del ayuntamiento del municipio.

## Patrimonio
En la localidad hay una iglesia bajo la advocación de Santa Cecilia.